# Товкачівський
Товкачівський — проміжна станція 4-го класу Коростенської дирекції Південно-Західної залізниці на неелектрифікованій лінії Овруч — Виступовичі між станціями Овруч (8 км) та Бережесть (10 км). Розташована в селищі Кварцитне Коростенського району Житомирської області.

## Історія
Станція відкрита 1936 року, як роз'їзд Товкачівський, згодом перетворена на станцію.

## Пасажирське сполучення
На станції Товкачівський зупиняються приміські поїзди сполученням Коростень — Бережесть.